# Hermann von Jagow

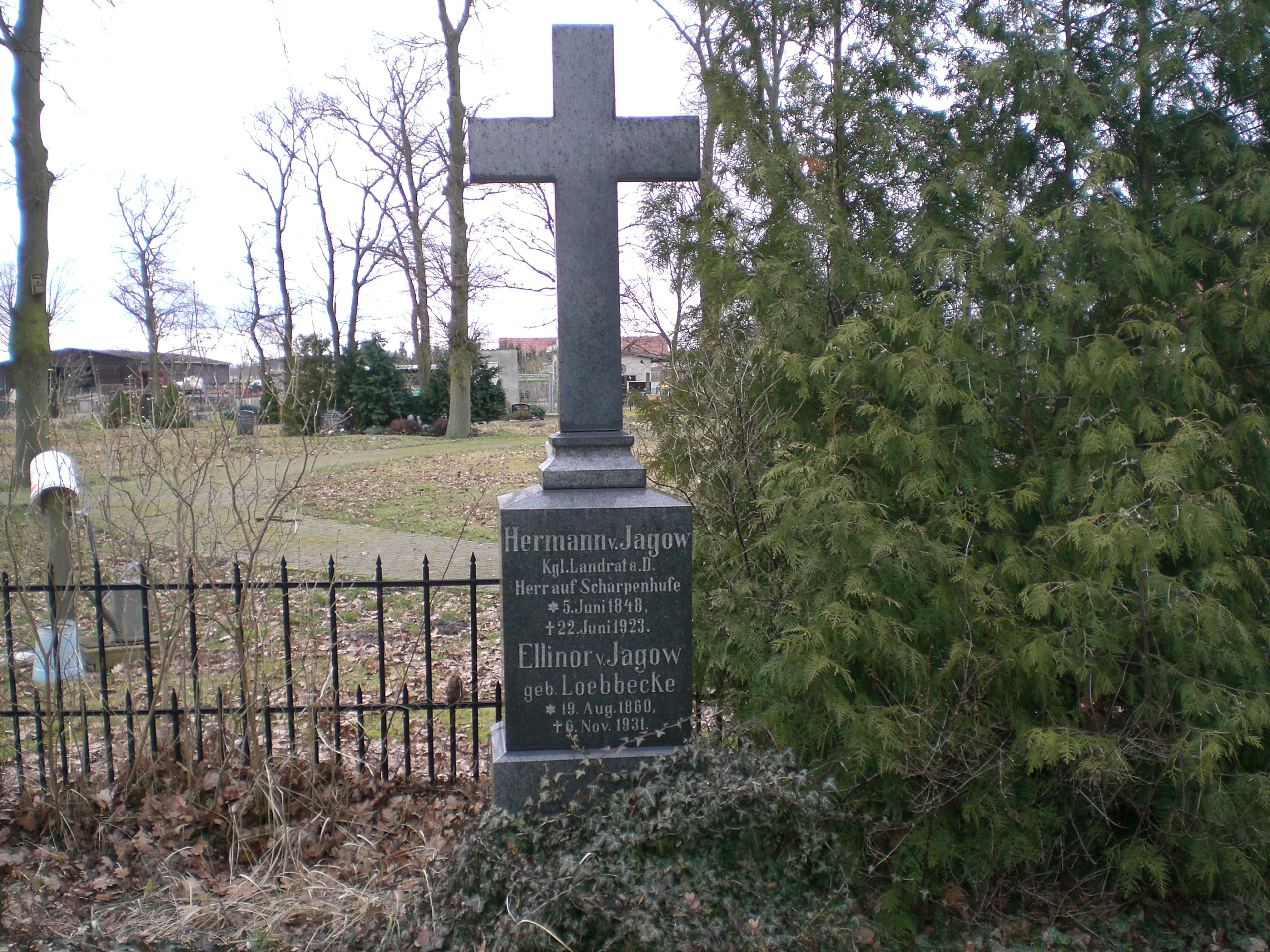
Hermann von Jagows Grabstätte auf dem Friedhof Pollitz

Hermann Wilhelm Adolf Adalbert von Jagow-Scharpenhufe (* 5. Juni 1848 in Legde/Quitzöbel, Prignitz; † 22. Juni 1923 in Seehausen) war Gutsbesitzer, Landrat und Mitglied des Deutschen Reichstags.

## Leben
Er entstammte altem märkischen Adel, der 1268 erstmals urkundlich erwähnt und seit dem 14. Jahrhundert in der Altmark schlossgesessen ist. Jagow war der Sohn des Gutsbesitzers und kurmärkischen Erbjägermeisters Karl von Jagow (1818–1888), Fideikommissherr auf Gut Rühstädt (Landkreis Prignitz) sowie Miteigentümer von Scharpenhufe (heute ein Ortsteil von Aland, Landkreis Stendal) und Natewisch, und dessen erster Ehefrau Luise Freiin von Gayl (1822–1863) und besuchte die Klosterschule Roßleben. Die Abiturprüfung bestand er 1869 an der Ritterakademie (Brandenburg an der Havel). Im selben Jahr trat er in die Preußische Armee ein. Er studierte an der Rheinischen Friedrich-Wilhelms-Universität und wurde 1870 im Corps Borussia Bonn recipiert. und der Christian-Albrechts-Universität zu Kiel. Als Inaktiver wechselte er an die Christian-Albrechts-Universität zu Kiel.
Am 17. August 1886 als Rittmeister verabschiedet, bewirtschaftete er sein Gut Scharpenhufe. Er war von 1893 bis 1912 Landrat im Landkreis Osterburg, wie Wilhelm von Jagow, Friedrich von Jagow und Ernst von Jagow schon andere Familienmitglieder vor ihm.
1890–1894 vertrat er den Wahlkreis Regierungsbezirk Magdeburg 2 Stendal, Osterburg und die Deutschkonservative Partei im Reichstag (Deutsches Kaiserreich). 1908–1913 war er auch Mitglied des Preußischen Abgeordnetenhauses.